# Municipio de Fillmore (Iowa)
El municipio de Fillmore (en inglés: Fillmore Township) es un municipio ubicado en el condado de Iowa en el estado estadounidense de Iowa. En el año 2010 tenía una población de 743 habitantes y una densidad poblacional de 7,46 personas por km².

## Geografía
El municipio de Fillmore se encuentra ubicado en las coordenadas 41°33′21″N 92°0′23″O / 41.55583, -92.00639. Según la Oficina del Censo de los Estados Unidos, el municipio tiene una superficie total de 99.62 km², de la cual 99,56 km² corresponden a tierra firme y (0,06 %) 0,06 km² es agua.

## Demografía
Según el censo de 2010, había 743 personas residiendo en el municipio de Fillmore. La densidad de población era de 7,46 hab./km². De los 743 habitantes, el municipio de Fillmore estaba compuesto por el 97,31 % blancos, el 0,4 % eran afroamericanos, el 0,54 % eran amerindios, el 1,21 % eran de otras razas y el 0,54 % eran de una mezcla de razas. Del total de la población el 2,56 % eran hispanos o latinos de cualquier raza.